# Uracanthus regalis
Uracanthus regalis är en skalbaggsart som beskrevs av Mckeown 1948. Uracanthus regalis ingår i släktet Uracanthus och familjen långhorningar. Inga underarter finns listade i Catalogue of Life.